# Epipedocera undulata
Epipedocera undulata är en skalbaggsart som först beskrevs av Hope 1831.  Epipedocera undulata ingår i släktet Epipedocera och familjen långhorningar.
Artens utbredningsområde är Nepal. Inga underarter finns listade i Catalogue of Life.